# Torre dell'Uccellina
La torre dell'Uccellina si trova all'estremità meridionale del territorio comunale di Grosseto, lungo il crinale dei monti dell'Uccellina, in prossimità dell'abbazia di San Rabano. È raggiungibile attraverso l'itinerario A1 del parco naturale della Maremma.

## Storia
La torre fu costruita nel 1321, con funzioni di avvistamento verso il mare e di difesa del vicino complesso religioso.
La fortificazione fu ristrutturata nella seconda metà del Cinquecento, per volere di Cosimo I de' Medici, con lo scopo di implementare il sistema difensivo della costa grossetana. Il risultato dei lavori di intervento fu un ulteriore innalzamento della struttura preesistente.
Con l'abbandono dell'abbazia di San Rabano, la torre andò incontro anch'essa ad un periodo di declino che culminò con la sua dismissione nella seconda metà del Settecento.
Recenti lavori di restauro hanno permesso un buon recupero della costruzione.

## Descrizione
La torre dell'Uccellina, a sezione quadrangolare, presenta le pareti rivestite in pietra, con la porta di accesso situata in posizione rialzata e sovrastata da un arco a sesto acuto.
In vari punti e ad altezze diverse si aprono numerose feritoie su tutte e 4 le pareti, mentre risulta completamente perduta la rampa di scale che conduceva alla porta d'ingresso.
Anche la parte alta presenta i segni del degrado dei secoli scorsi, avendo conservato soltanto alcuni merli dell'originaria merlatura sommitale.